# アントニオ・ロッタ
アントニオ・ロッタ (伊: Antonio Rotta、1828年2月28日 - 1903年9月10日）は、1800年代後半にヴェネツィアで活動したイタリアの風俗画を得意とした画家。

## 略歴
スロベニアとの国境に接する現在のイタリア、ゴリツィア県のゴリツィア（ロッタの生まれた時代はオーストリア帝国の一部イリュリア王国であった）で生まれた。
ヴェネツィアに移り、1841年からヴェネツィア美術アカデミー(l'Accademia di Belle Arti di Venezia)でルドヴィーコ・リッパリーニに学んだ。1855年にミラノの展覧会に歴史画を出展した。子供やヴェネツィアの人々の生活を描いた。1878年にパリの展覧会で入選し、1890年代にはベルリンなどの展覧会に出展した。
画家のラッタンツィオ・ケレナの娘と結婚し、息子のSilvio Giulio Rottaも画家になった。
ヴェネツィアで死去した。

## 芸術賞
- メダラ サロン・ド・パリ、ルーブル美術館 (1878)
- メダラ ウィーン万国博覧会、ウィーン万博 (1873 年)
- 賞 パリ万博 パリ万博 (1878)
- 賞 ヴェネツィア美術アカデミー (Academia de Venecia)

## 作品

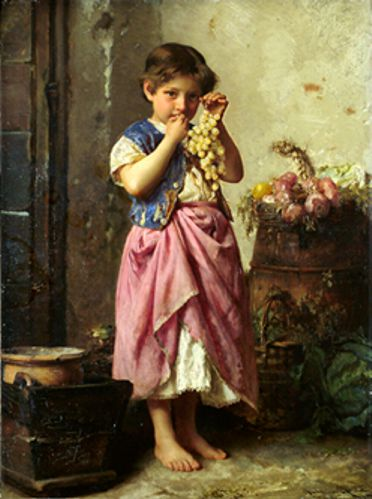
「ブドウを持った子供」
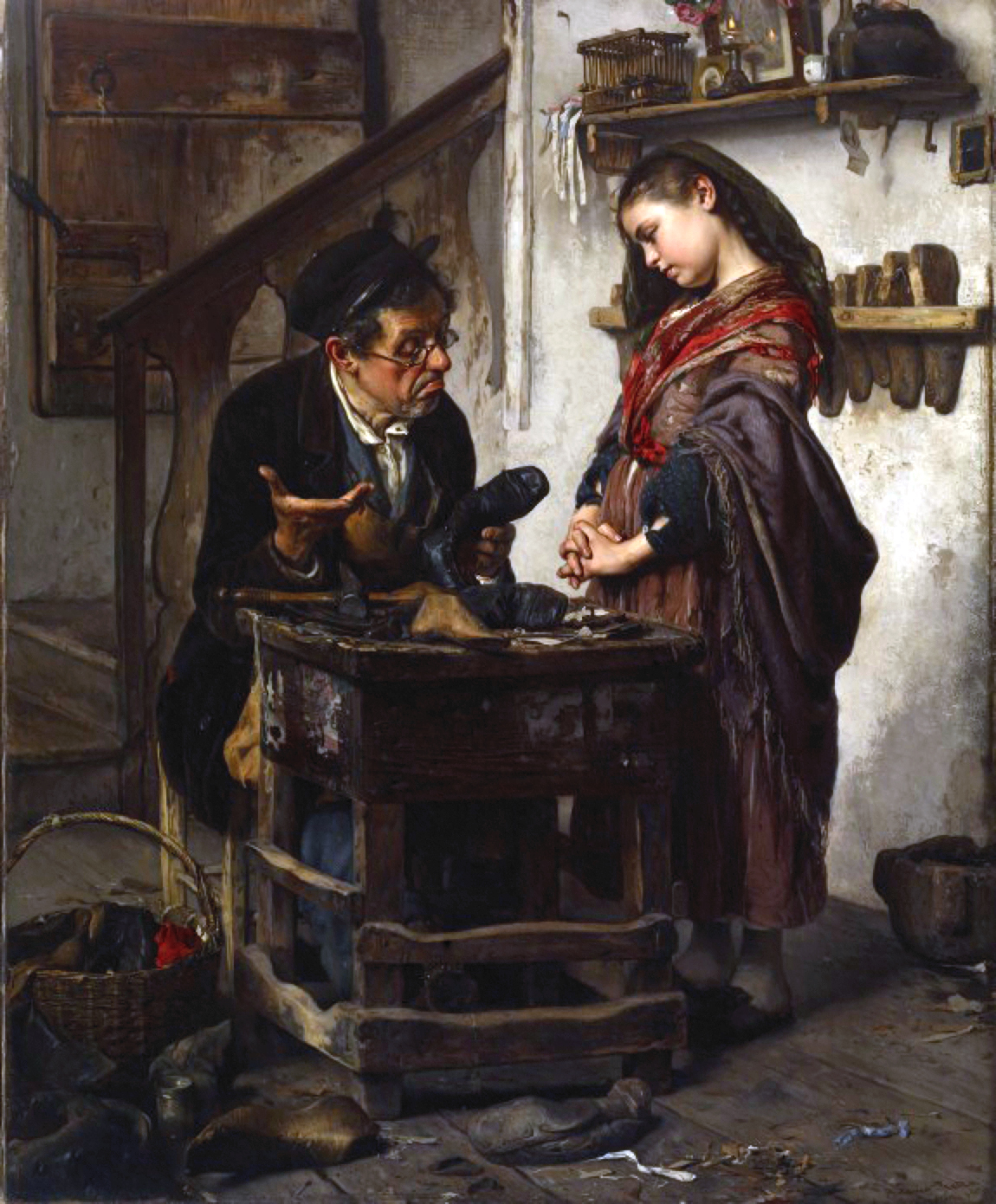
"The Hopeless Case”(1871)
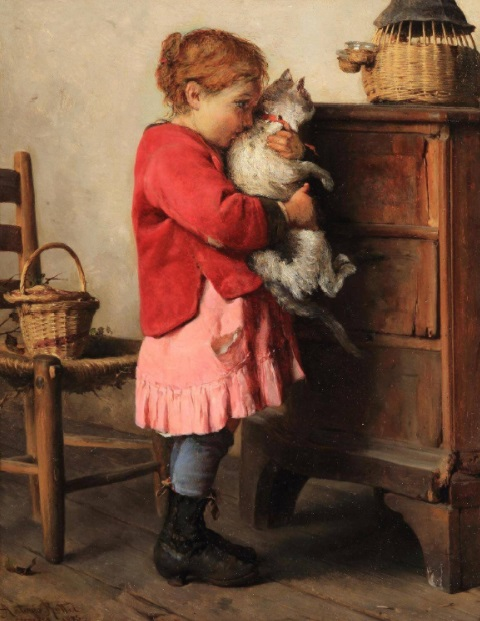
「猫」

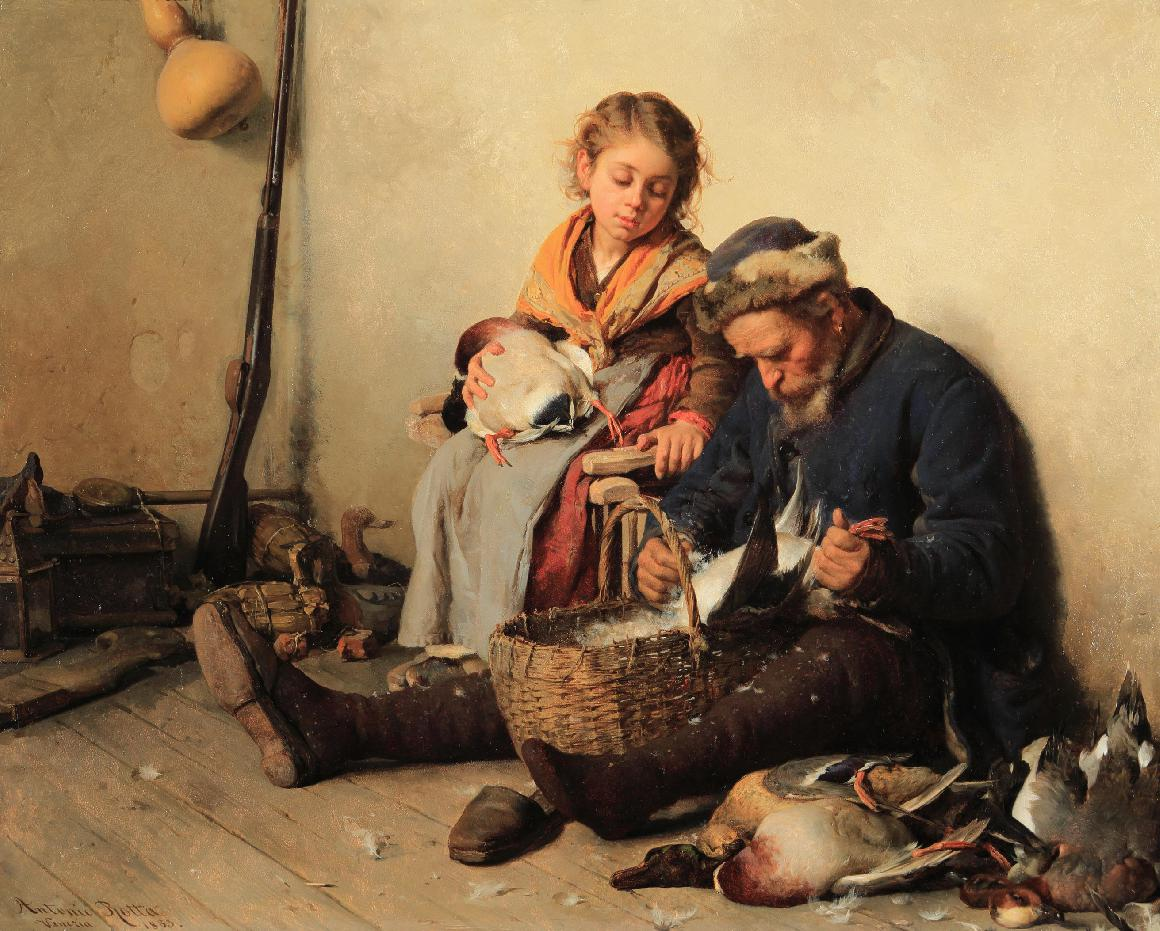
アヒルの羽毛摘み
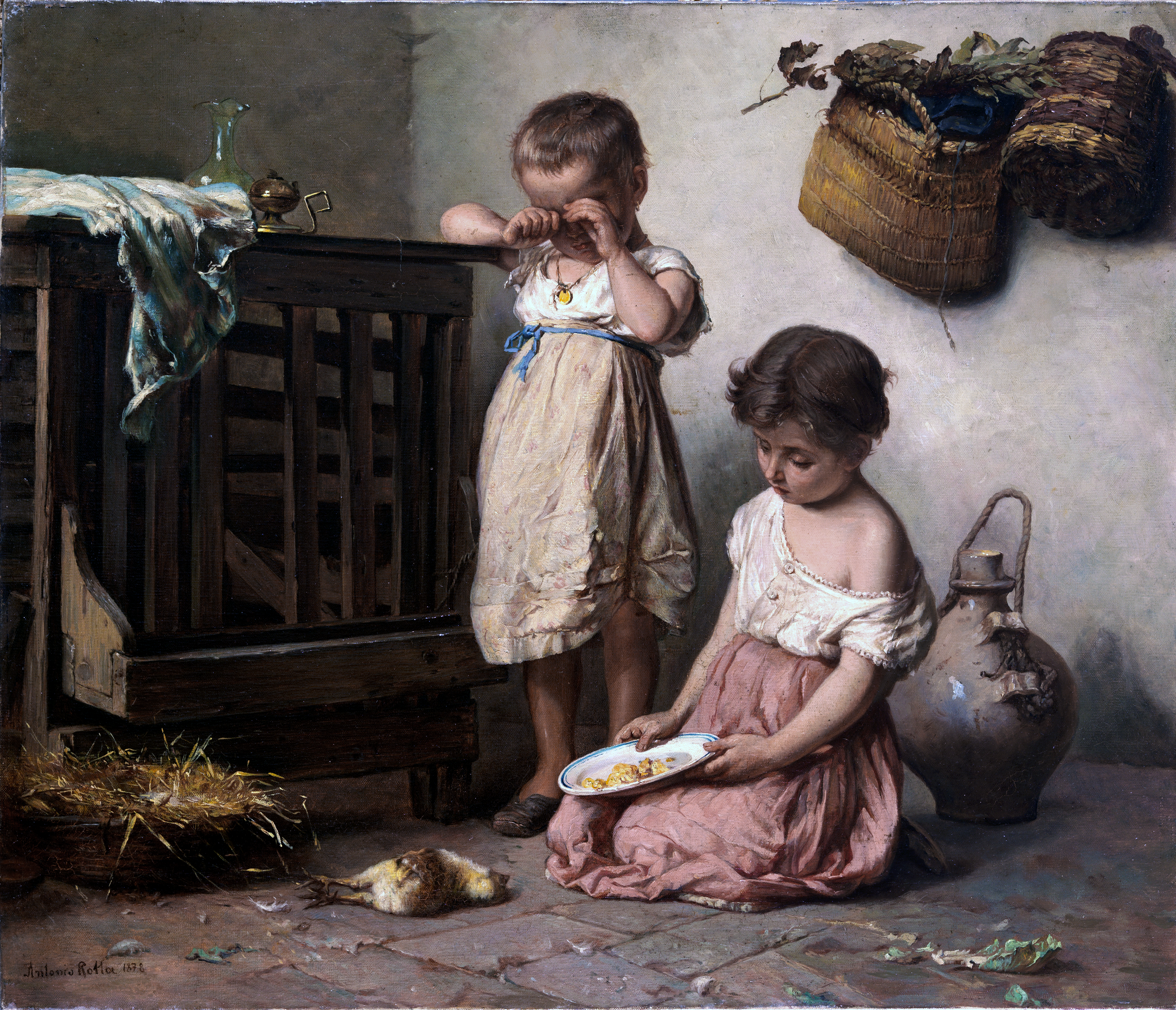
「ひよこの死」
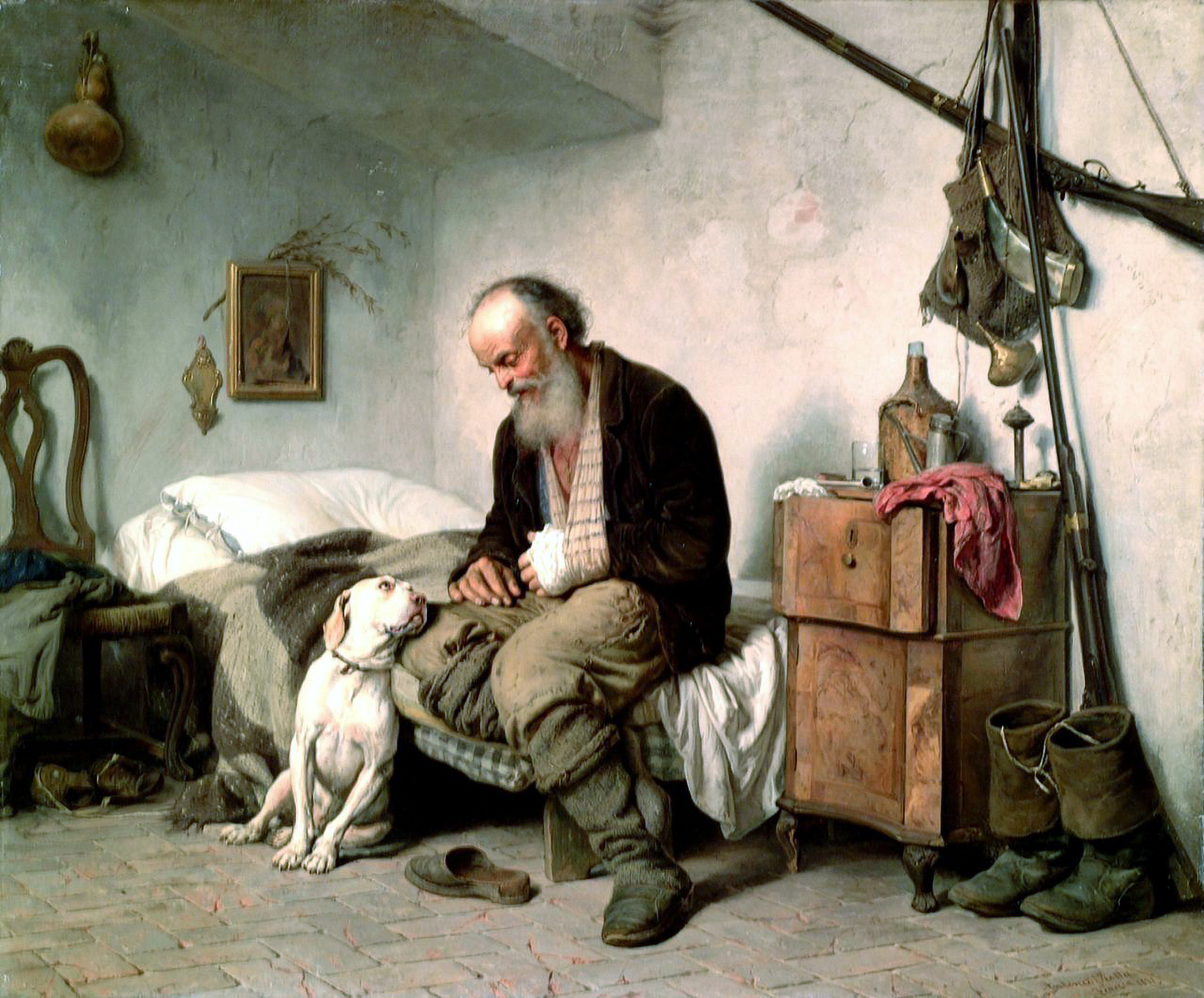
「犬と飼い主」